# Lionel Terray

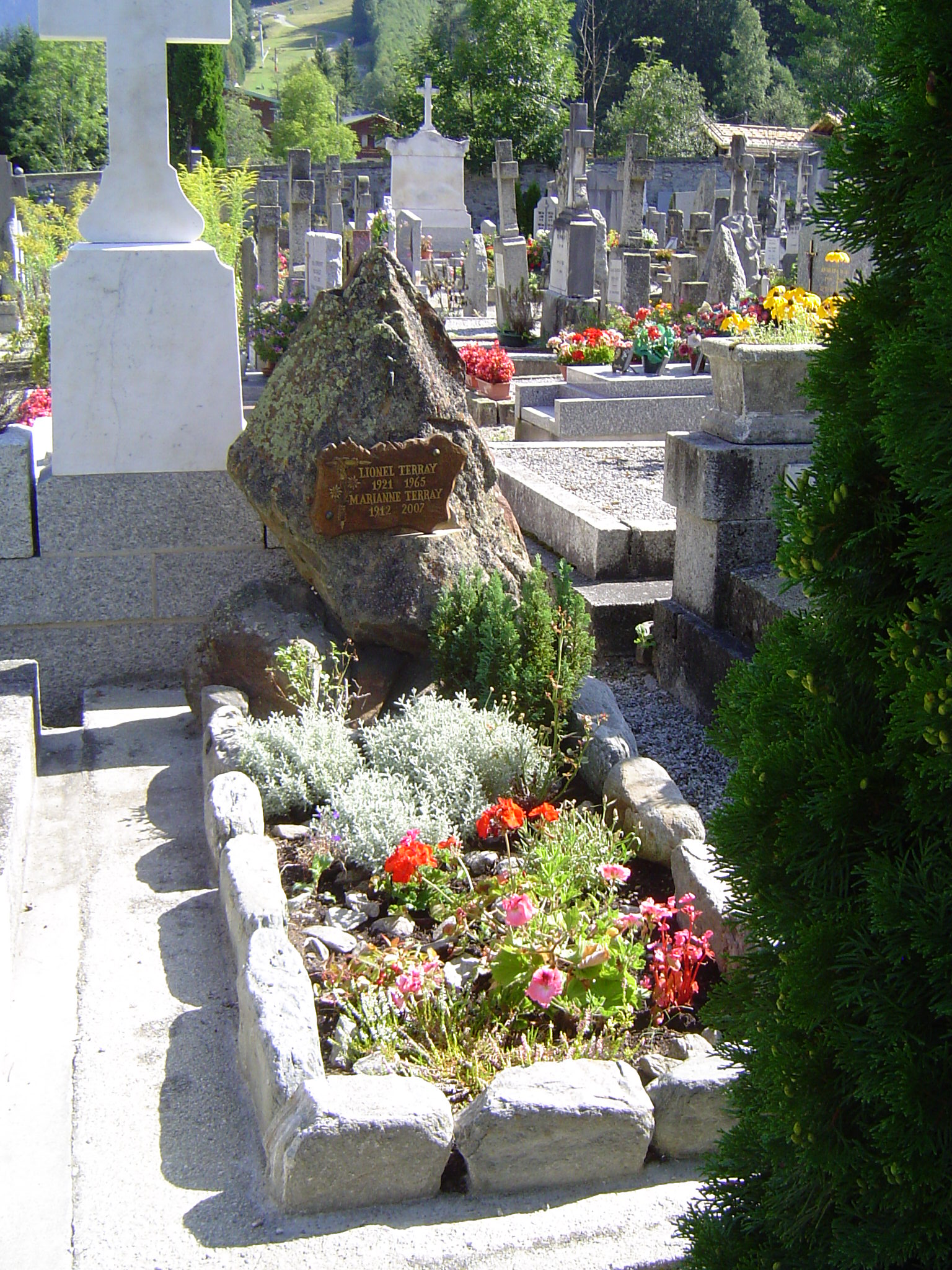
Tumba de Lionel Terray en el cementerio de Chamonix-Mont-Blanc (Francia)

Lionel Terray (Grenoble, Francia, 25 de julio de 1921 - Macizo de Vercors, 19 de septiembre de 1965) fue un alpinista francés de renombre conocido por realizar las primeras ascensiones a montañas como el Fitz Roy y Makalu entre otras.
Obra:   "Conquistadores de lo inútil"